# Могулістан
Могулістан (Улус моголів, Улус Джеті, Мамлакат-і Моголистан, чагат. Moġūlistān) — середньовічна тюрко-монгольська держава, що утворилася у середині XIV століття, внаслідок розпаду Чагатайського улусу. Територія Могулістану включала землi Південно-Східного Казахстану (на південь від озера Балхаш) і Киргизстану (узбережжі озера Іссик-Куль). Шарафаддін Язді поміщає Могулістан між верхів'ями Сирдар'ї і Іртиша.

## Етимологія
Території сучасного Східного Туркестану, південно-східного Казахстану, Киргизстану було виділено в улус Чагатаю та Угедею. У цьому регіоні зберігався кочовий побут, на ці землі відкочували велику кількість монгольських племен у порівнянні з іншими регіонами Монгольської імперії. При переважну чисельність тюркських народів, монгольські племена незабаром зазнали тюркізації і розчинилися серед етнічно близьких їм тюркських кочівників. При цьому, як писав В. В. Бартольд, є «деякі вказівки, що мова моголів була монгольською; ще на початку XVI ст.».
Після розпаду Чагатайського улусу на дві окремі держави в середині XIV століття термін «чагатай» зберігся лише за західною державою (державою Тимура) та її населенням. Мешканці двох новостворених держав через взаємну ворожість називали один одного різними зневажливими іменами, а саме: чагатаї називали моголів — джете (від тюркського «розбійника»), а моголи чагатаїв — караунасами (від монгольського «метис»).
Етнічний склад Могулістана утворили місцеві тюркські та тюрко-монгольські племена, що переселилися із Центральної Азії. Відомо, що цими племенами керували хани з отюрченних монголів. Етнічна назва «могул» стосувалася лише певної частини населення Могулістану. Могули - історична тюркомовна спільність кочових племен переважно монгольського походження, що виступала як панівний клас у державі Моголістан. Закріпленню етноніма «могол» у Чагатайському улусі і, надалі у Моголистані, мабуть, сприяло прагнення могольської знаті на перших порах зберегти кочові традиції і підкреслити наступність влади чингiзидов.

### Вживання терміна Могулістан/Моголістан
Уйгурські автори такі як Мухаммад Садик Кашгарі та Муса Сайрамі називали свій рідний юрт, яким їм доводилося Кашгарія "Могулістаном".

## Географія
Оскільки моголи були кочівниками степу, межі їхніх територій рідко залишалися незмінними надовго. І все-таки Могулістан у прямому сенсі був зосереджений в районі Ілі. На заході вона була обмежена провінцією Шаш і горами Каратау, а південна область озера Балхаш позначала північну межу впливу Могулів. Звідти кордон поступово похилився в південно-східному напрямку, поки не досяг східної частини Тянь-Шаньських гір. Тянь-Шань тоді служив південним кордоном Могулістану. Окрім власне Могулістану, моголи також номінально контролювали сучасний Пейцзян (північний Сіньцзян, включаючи Турпанську западину) і Наньцзян (південний Сіньцзян, включаючи Таримський басейн). Крім Могулістана, Наньцзяна та Пейцзяна, кілька інших регіонів також тимчасово підпорядковувалися могольському правлінню в той чи інший час, наприклад Ташкент, Фергана та частини Бадахшану. Власне Могулістан був здебільшого степовою країною, де зазвичай жили моголи. Через кочовий характер могулів міста Могулістану занепадали під час їх правління, якщо їм взагалі вдалося залишитися зайнятими.
Окрім міст, які були біля підніжжя гір, майже весь Неньцзян був пустелею. Як наслідок, моголи загалом залишалися поза межами регіону, і це було погане джерело робочої сили. Дуглатські аміри або лідери ісламського ордену Накшбанді керували цими містами від імені могульських ханів до 1514 року. Могули більш безпосередньо керували Наньцзяном після того, як вони втратили сам Могулістан. Столицею Наньцзяна зазвичай був Яркенд або Кашгар. Сучасним китайським терміном для частини району Наньцзян був «південний тянь-шанський шлях» (кит. 天山南路; піньїнь: Tiānshān Nánlù), на відміну від «північного» шляху, тобто Джунгарії.
Пізніше тюркське слово «Алтишахр», що означає «шість міст», увійшло в моду під час правління таджицького воєначальника Якуб Бега в 19 столітті, що є неточним терміном для деяких західних, тоді мусульманських міст-оаз. Шокан Валіханов називає їх Яркандом. , Кашгар, Хотан, Аксу, Уч-Туфпан і Янгі-Хісар; два визначення Альберта фон Ле Кока замінюють Бачу (Маралбіші) на Уч-Турфан або Єченг (Каргалік) на Аксу. Під час правління Якуба Турфан замінив Уч-Турфан, а інші інформатори ідентифікують сім, а не шість міст в «Альти-шахрі». Кордони Альти-Шахру були визначені краще, ніж кордони Могулістану: північний кордон позначав Тянь-Шань, західний — Памір, а південний — Куньлунь-Шань. Східний кордон зазвичай проходив трохи на схід від Кучі.
Буддистське королівство в Пекіані, зосереджене навколо Турфана, було єдиною територією, де людей ідентифікували як «уйгурів» після ісламських вторгнень. Більш широка область Турфан межувала з Наньцзяном на заході, Тянь-Шанем на півночі, Куньлунь-Шанем на півдні та князівством Хамі. У 1513 році Хамі став залежним від Турфана і залишався таким до кінця правління Моголів. В результаті моголи стали безпосередніми сусідами Мінського Китаю. Хоча термін «Уйгурстан» використовувався для міста-держави Турфан, у мусульманських джерелах цей термін плутають з Катай. Уйгурські хани добровільно стали монгольськими васалами під час правління Чингісхана, і в результаті їм дозволили зберегти свої території. Після розпаду Монгольської імперії в середині 13 століття регіон Сіньцзян був віднесений до Чагатаїв. Влада уйгурських ханів повільно падала під монгольським правлінням, поки останній зареєстрований хан не був насильно навернений в іслам у 1380-х або 90-х роках. Після 15-го століття він, здається, підпорядковувався прямому правлінню Могулів, а в середині 15-го століття тут було створено окреме ханство Могулів. Після ісламізації Турфана неісламський термін «уйгур» зникне, доки лідер китайських націоналістів Шен Шицай, слідом за Радянським Союзом, не введе його для іншого, мусульманського населення в 1934 році.

## Історія

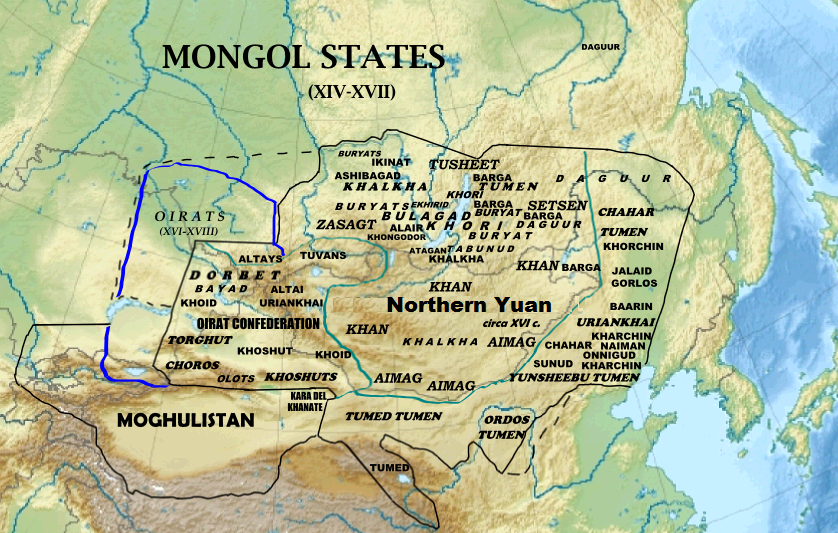
Мапа Середньої Азії XIV-XVII ст.

Політична історія Могулістану другої половини XIV ст. маловідома, в джерелах немає достовірних відомостей про події в північних областях, в Семиріччі й на Тянь-Шані. Найбільш докладні відомості наводить Мірза Мухаммад Хайдар дуглат з історії свого роду. Після смерті Чагатаіда Казан-хана, супротивника кочового побуту, племінна верхівка могульских родів приймає рішення утворити незалежну від Чагатаіда державу. Центром нової держави стає володіння племені дуглат, зване «Манглай-субе», до складу якого, за твердженням Мірзи Мухаммед Хайдар-Дулата, входили Кашгар, Яркенд, Хотан, Касан, Андижан та ін., тобто південний захід Семиріччя разом з областями східного Туркестану від Фергани до Кучі та Черче.
Оскільки у всіх монгольських державах за традицією ханом міг бути тільки Чингизид, емір племені дулат (доглат, дуглат) Пуладчі, створюючи самостійне ханство, поставив на чолі його номінальним (підставним) ханом 18-річного Тоглук-Тимура. Перший хан Могулістану був зведений еміром Пуладчі на ханський престол в Аксу в 1347/8 році.

## Населення
Родоплемінний склад могулів включав як місцеві тюркські, так і зайшли тюрко-монгольські народи і племена, що переселилися в результаті монгольського завоювання Середньої Азії: арулат, баарин, баликчі, барак-ітарчі, барки, барлас, долан, дохтуй, карлу калучі, кангли, кереїт, кончі, кунгірат, кущу, кипчак, киргиз, китай, мекріт, найман, ногойт, сулдуз, черик, чеграк, чорос. До XV століття всі вони були відомі під загальним етнонімом "могол". Починаючи з XV століття, внаслідок навали Тамерлана, вторгнення ойратів та міжусобної боротьби, розпочався процес відокремлення народностей та подальшого поглинання могольських племен киргизами, казахами та предками сучасних уйгур.

## Державний устрій
- Хан – глава держави та верховний власник землі.
- Улусбек (Улусбеги) — найвища адміністративна посада, помічник хана в управлінні державою (обирався з роду емірів племені дуглат, ця посада передавалася у спадок).
- Ат- дана посада передавалася у спадок).
- За хана функціонувала Рада знаті.
- Існували форми умовного землеволодіння знаті, у кочових районах земля перебувала у общинному користуванні.
- Види повинності - військова, транспортна, трудова, поштова і так далi.

## Список ханів західного Чаґатайського улусу та східного Могулістану
- Баян-Кулі та Казаган, (1348–1358)
- Шах-Темур, (1358)
- Абдулах (1358)
- Буян-Сулдус, (1358—1359)
- Амір Хусейн, (1360, 1364—1370)
- Туглуг-Тимур, (1361–1363)
- Ільяс-Ходжа, (1363)
- Аділ-Султан[en], (1363, 1370—1372)
- Кабул-шах[en], (1364–1370)
- Суюрґатмиш[en], (1370–1384)
- Султан-Махмуд[en], (1384–1402)

## Улусбеги Могулістана
- Пуладчі - глава племені дуглат, вулусбіги ханства 1347-1360 рр.
- Худайдад (1353—1433 рр.) — син Пуладчі, вулусбіги ханства 1360—1366, 1390—1425 рр.
- Камар ад-Дін (пом. бл. 1392) - брат Пуладчі, улусбеги ханства 1366-1390 гг.
- Мухаммад-шах Гуркан - син Худайдада, вулусбіги ханства з 1425 р.

## Список ханів Могулістану та східного Туркестану
- Туглуг-Тимур, (1348−1363)
- Ільяс-Ходжа, (1363–1368)
- Камар ад-Дін-хан, (1368—1392)
- Хизр-Ходжа, (1389–1399)
- Шамс-і-Джаган, (1399–1408)
- Мухаммад, (1408–1415)
- Накш-і-Джахан, (1415-1418)
- Увайс-хан, (1418-1421, 1425—1429)
- Шер Мухаммад, (1421–1425)
- Сатук-хан, (1429–1434)
- Есен-Бука II, (1429–1462)

## Хани західного Могулістану
- Юнус-хан, (1462–1469, 1469–1487)
- Махмуд-хан, (1487–1508)
- Султан Саїд-хан, (1514–1533)
- Абд-ар-Рашид-хан, (1533–1560)
- Абдул-Карім, (1560-1591)

## Хани східного Могулістану (Туркестан)
- Дост-Мухаммед, (1462–1468)
- Кебек-Султан, (1469)
- Юнус-хан, (1469–1487)
- Ахмед-Алак, (1487–1503)
- Мансур-хан, (1503–1508, 1508—1514, 1514–1548)
- Шах-хан, (1543–1570)
- Мухаммед-хан II, (1570)